# Torre del Coltellazzo
Torre del Coltellazzo, auch Torre di Cortellazzo oder Torre di Sant’Efisio, ist ein Wart- und Wehrturm aus dem 16. Jahrhundert an der Südküste der italienischen Insel Sardinien. Er gehört zu einem System von insgesamt 102 sogenannten Sarazenentürmen, die Sardinien vor Piratenangriffen aus den Barbareskenstaaten schützen sollten. Die Torre del Coltellazzo befindet sich im Gemeindegebiet von Pula an der Costa del Sud.

## Lage
Die Torre del Coltellazzo steht auf einem Hügel des östlichen Vorgebirges Punta del Coltellazzo des Capo di Pula („Kap von Pula“). Das Kap an der Westküste des  Golfs von Cagliari wird von der Ausgrabungsstätte der antiken Stadt Nora dominiert. In Sichtweite des Turmes wurden drei weitere Türme zur Überwachung der Küste, die Torri di Cala D’Ostia, San Macario und del Diavolo, errichtet. Der Ort Pula, von dem das Kap seinen Namen erhielt, befindet sich etwa drei Kilometer nordwestlich der Torre del Coltellazzo etwas abseits der Küste am Riu Pula, einem kleinen Flusslauf, der am Strand Foxi Durci gegenüber der Insel San Macario mit ihrem Turm ins Mittelmeer mündet.

## Geschichte und Beschreibung
Der Hügel, auf dem die Torre del Coltellazzo steht, bildete im Altertum die Akropolis von Nora, einer nach einer präkolonialen Phase seit dem 9. Jahrhundert v. Chr., aus der die „Stele von Nora“ stammt, Mitte des 7. Jahrhunderts v. Chr. gegründeten phönizischen Niederlassung. Sie bestand als bewohnter Küstenort mit seinen drei Häfen über die punische und römische Zeit bis in die Mitte des 5. Jahrhunderts n. Chr. Die Ruinen der Stadt können in geführten Gruppen besichtigt werden.

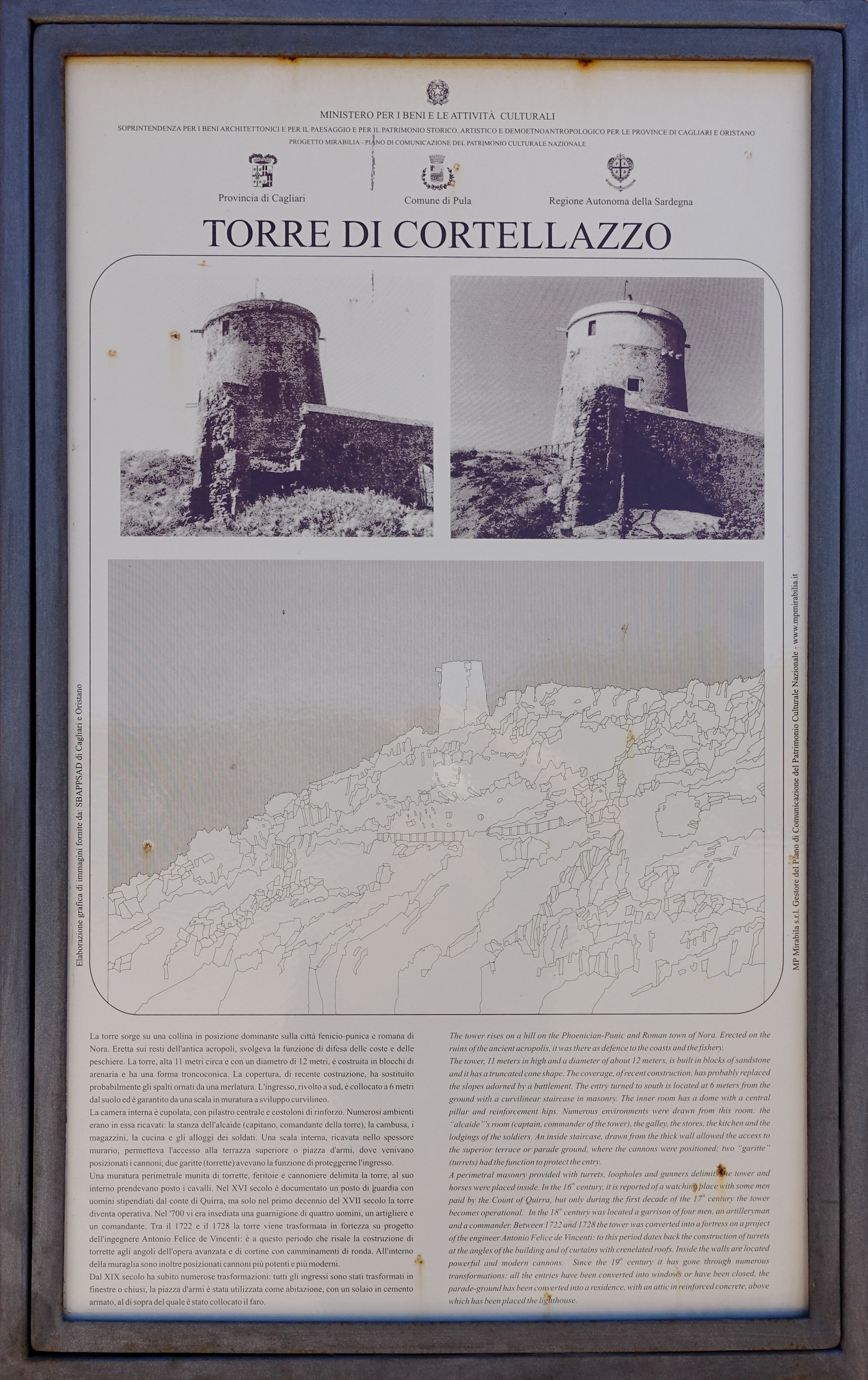
Informationstafel

Die Torre del Coltellazzo wurde um das Jahr 1600 errichtet und ab 1607 genutzt. Das Königreich Sardinien bildete zu diesem Zeitpunkt ein von einem Vizekönig verwaltetes Nebenland der Spanischen Krone unter Philipp II. Nach dem Tunisfeldzug von dessen Vater Karl I. (1535) und der gescheiterten Flottenexpedition nach Algier (1541) entschied man sich, die Küsten Sardiniens gegen die ständigen Piratenangriffe aus den Barbareskenstaaten von See mit Türmen zu sichern.

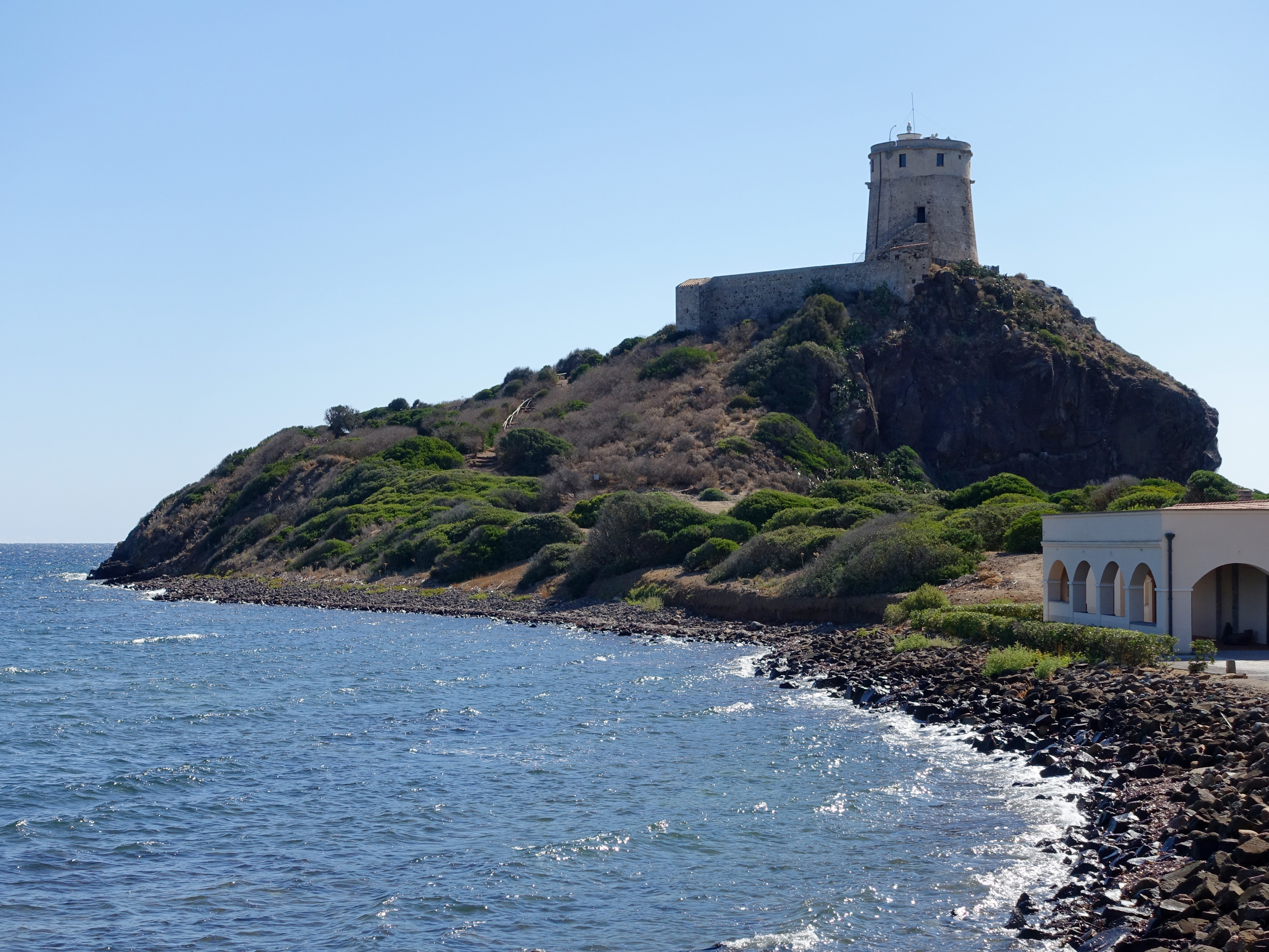
Vorgebirge mit Torre del Coltellazzo

Wie die 15 Kilometer südwestlich gelegene Torre di Chia wurde auch die Torre del Coltellazzo auf einem Felsvorsprung erbaut und gehörte zum Typ einer sogenannten torre de armas, einem ständig mit Kanonen bestückten Turm. Neben dem Kommandanten (Alcaide) und einem Artilleristen gehörten im 18. Jahrhundert vier Soldaten zur Garnison. Von 1722 bis 1728 wurde der Turm nach Plänen des Piemonteser Ingenieurs Antonio Felice de Vincenti mit einer Festungsmauer umgeben, einschließlich zweier Wachhäuschen (Garitte), die den Eingang schützten. Seit dem 19. Jahrhundert gab es zahlreiche Umbauten, bei denen alle Eingänge in Fenster umgewandelt oder geschlossen, ein Stahlbetonboden im Dachgeschoss eingezogen und auf diesem ein Leuchtturm errichtet wurden.
Der restaurierte kegelförmige Rundbau der Torre del Coltellazzo ist 11 Meter hoch und hat an der kleinen vertikalen Brüstung einen Durchmesser von 12 Metern. Die Wände aus rechteckig behauenen Sandsteinquadern haben eine Stärke von 2 Meter. Die Grundmauern ruhen auf Resten antiker Gebäude der Akropolis von Nora. Heute ist der Turm über eine geschwungene Metalltreppe entlang der Außenwand zum 6 Meter über dem Boden befindlichen Eingang an der Nordwestseite zu betreten. Der Zugang führt ins erste Stockwerk, das ein Kuppelgewölbe mit einem Mittelpfeiler besitzt. Von dort verläuft eine steinerne Treppe ins Obergeschoss, von dem man über eine Treppe auf die Plattform gelangt. Die Plattform ist für Besucher gesperrt.

Ansichten der Festung
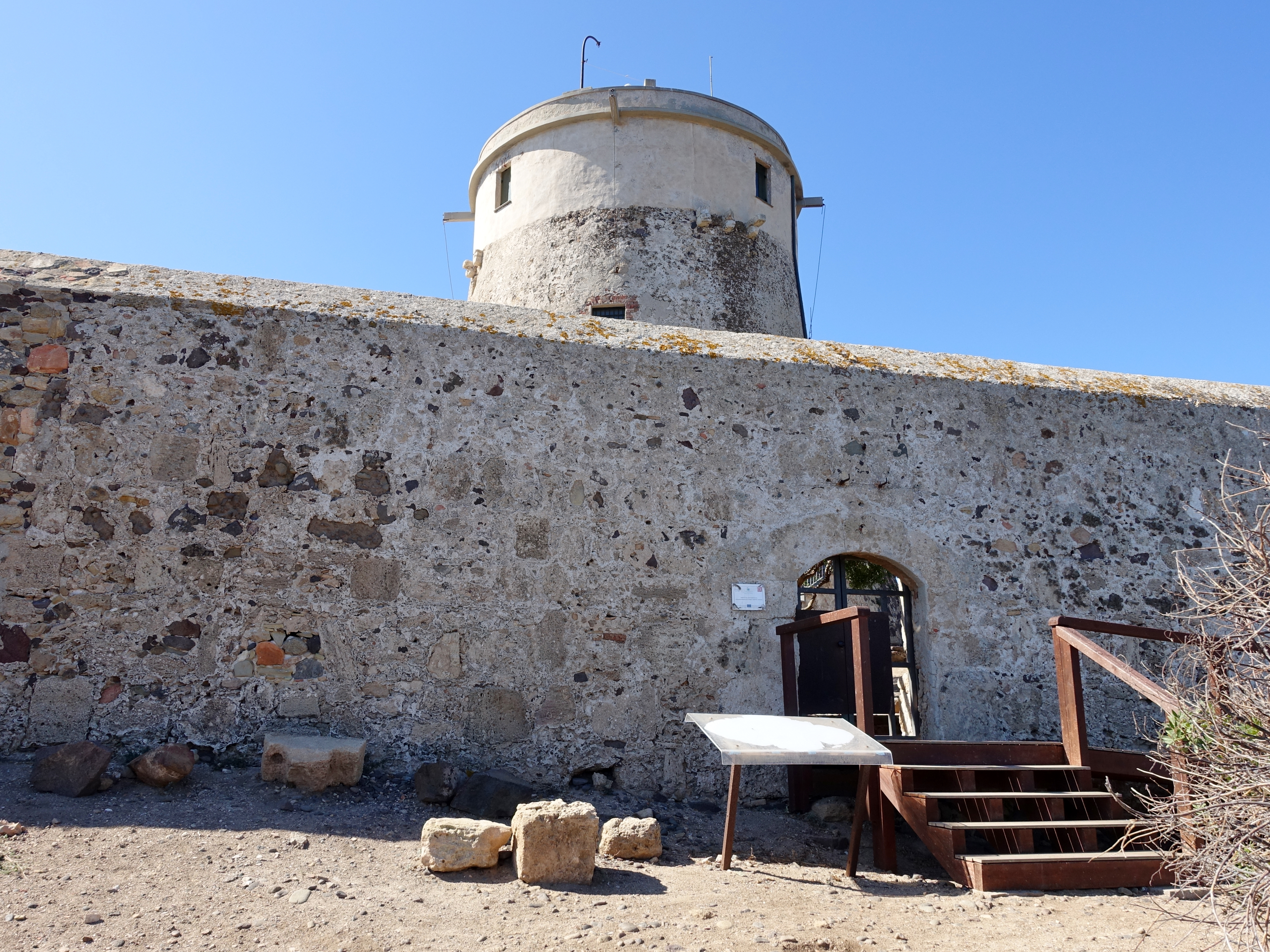
Festungseingang
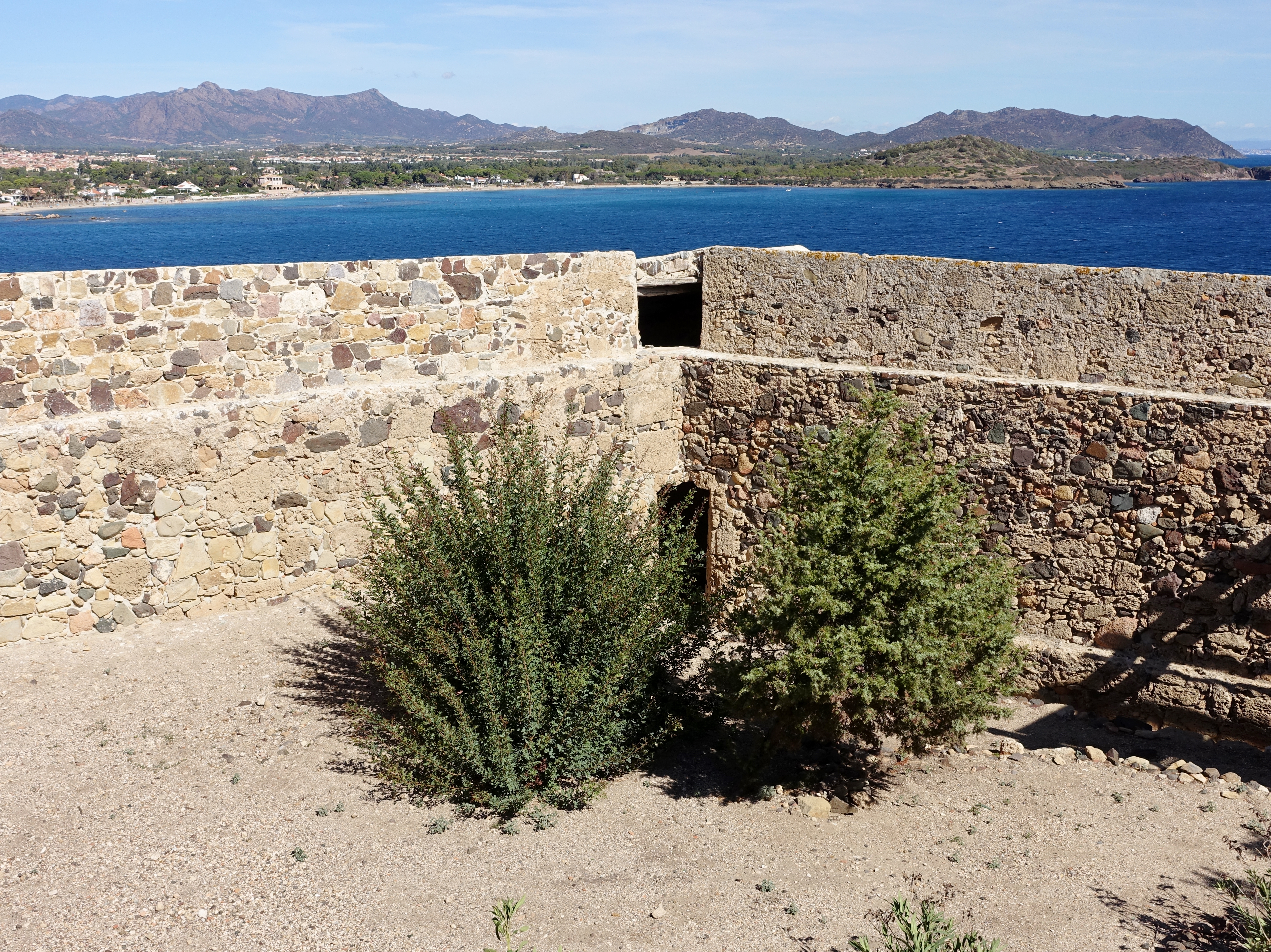
Innenraum der Festung
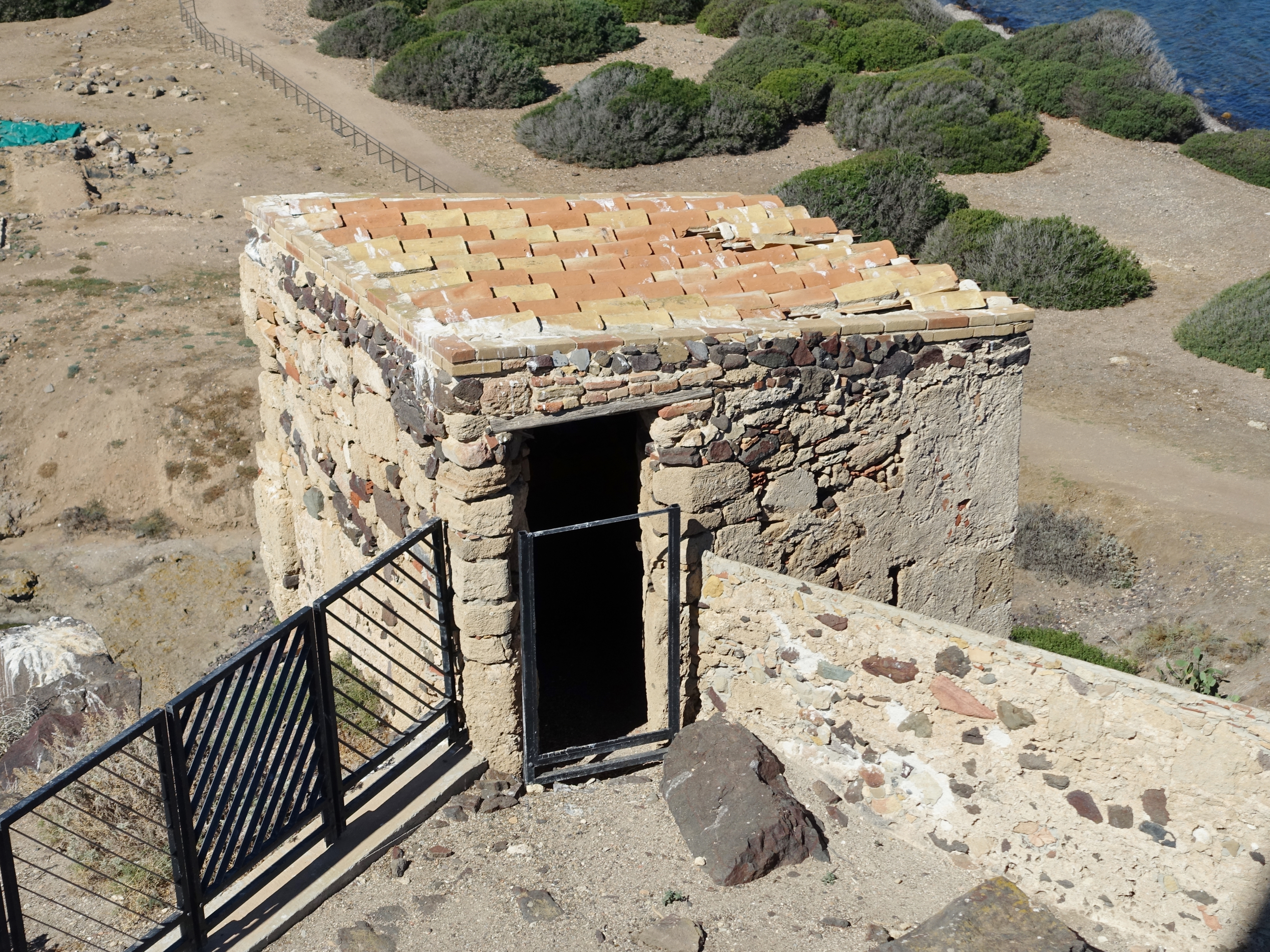
Wachhäuschen
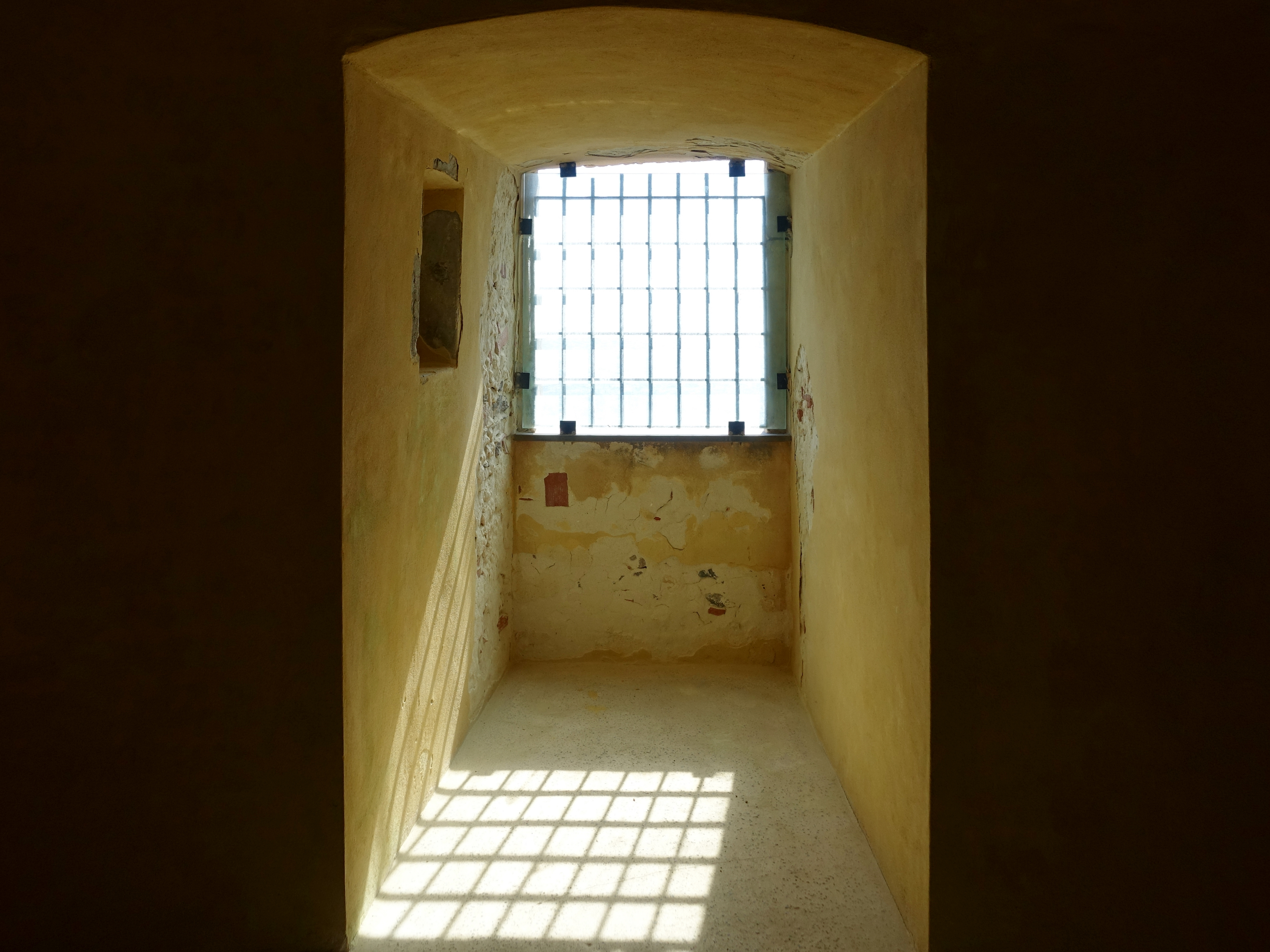
Fenster im Turm